# Christian Maly (Fußballspieler)
Christian „Bob“ Maly (* 20. Januar 1975 in Bochum) ist ein ehemaliger deutscher Fußballtorwart, der zuletzt als Torwart-Trainer der zweiten Mannschaft des VfL Bochum tätig war.

## Spielerkarriere
In der Jugend spielte Maly beim SV Waldesrand Linden und beim VfB Linden.
Nach einem Wechsel zum damaligen Bundesligisten SG Wattenscheid 09 spielte er zunächst von 1994 bis 1996 für dessen Amateurmannschaft in der Regionalliga West/Südwest. Nach dem Abstieg der ersten Mannschaft rückte Maly unter Trainer Jupp Tenhagen in den Kader auf, der 1996/97 Regionalligameister wurde. In der Saison 1997/98 stand er im SGW-Zweitligakader, kam aber hinter Stammtorhüter Peter Martin zu keinem Einsatz. Ab dem Sommer 1999 spielte er beim SC Paderborn 07. Nachdem er im Sommer 2001 zum SV Borussia Wuppertal gewechselt war, schloss er sich nur ein Jahr später dem Stadtrivalen Wuppertaler SV an. Nach zwei Jahren und einem Regionalliga-Aufstieg mit dem WSV fusionierte dieser mit dem SV Borussia zum Wuppertaler SV Borussia, bei dem Maly bis zu seinem Karriereende nach Abschluss der Saison 2009/10 spielte.
Durch eine Knieverletzung (Patellasehnenabriss) wurde seine letzte Saison jedoch schon vorzeitig am vorletzten Spieltag im letzten Heimspiel gegen FC Carl Zeiss Jena beendet. Ob er seine Karriere danach würde fortsetzen können, war zunächst unklar, seit 2011 ist er Sportinvalide. Christian Maly begann daraufhin 2012 eine berufliche Ausbildung zum Erzieher.
Sein größter Erfolg war die Teilnahme am Achtelfinale des DFB-Pokals mit dem Wuppertaler SV Borussia in der Saison 2007/08 gegen den FC Bayern München. Zuvor besiegte der WSV bereits in der 1. Hauptrunde den Zweitligisten Erzgebirge Aue mit 5:4 n. E., wobei Maly drei Elfmeter hielt, sowie in der 2. Hauptrunde den Bundesligisten Hertha BSC mit 2:0.
Maly ist verheiratet und hat zwei Kinder.